# Al Sherman
Al Sherman (Kiev, 7 september 1897 - Los Angeles, 16 september 1973) was een Amerikaanse Tin Pan Alley-songwriter uit de eerste helft van de twintigste eeuw. Sherman is een schakel in een lange keten van muzikale Sherman familieleden.
- Bibsys: 11039753
- Biblioteca Nacional de España: XX906913
- Bibliothèque nationale de France: cb16170375b (data)
- Gemeinsame Normdatei: 133320073
- International Standard Name Identifier: 0000 0000 8097 8543
- Library of Congress Control Number: no2003025564
- Nationale Bibliotheek van Letland: 000132105
- MusicBrainz: 408fb8b9-5b5f-4716-85d1-66f73fab5bfd
- Bibliotheek van het Japanse parlement: 001162225
- Nationale Bibliotheek van Tsjechië: mzk2010594198
- Nationale Bibliotheek van Israël: 987007290056205171
- Nationale Bibliotheek van Polen: a0000002637657
- Nederlandse Thesaurus van Auteursnamen: 393711110
- SNAC: w6gz8zt6
- Trove: 1079563
- Virtual International Authority File: 18410099
- WorldCat: E39PBJbWtjyGmGdMVcWKChfg8C